# 巴爾幹半島民俗抒情樂
Balkan ballad (又稱"Balkan folk ballad") 是指巴爾幹半島內的國家節奏較為慢的音樂風格。  其特點是融合了巴爾幹半島民間音樂，現代流行音樂和抒情樂風格。而在歌詞方面，通常描繪愛情，尤其是矢戀。 雖然這種曲風一直都存在，但它從來都不是主流。

## 曲風起源
在九十年代初，巴爾幹半島各國，為了參加歐洲歌唱大賽 ，而創作這種節奏較為慢的民族抒情歌。民俗抒情歌與一般抒情歌不同，不單止編曲，連旋律方面，也較為異國風情，選用的樂器也是民間樂器 ，通常用巴爾幹半島弦樂器。
例子 ：這是一般抒情歌
Aleksandra Dabić - Savršen kraj
這是民俗抒情歌
Seka Tomicic - Mozda
兩首歌曲，不論唱腔、節奏、選用的樂器和編曲也有很大分別。

## 流行與衰退期
從來沒有很流行，但巴爾幹半島各國歌手們，偶爾會推出這種風格的歌曲。例如 ：一張專輯 ，會收錄一首這類歌曲。而塞爾維亞男歌手澤里科·約克西莫維奇 (Željko Joksimović) 夙有"The Master of the Balkan Ballads"的美譽。